# Manizja Sangin
Manizja Dalerovna Sangin (Russisch: Манижа Далеровна Сангин) (Doesjanbe, 8 juli 1991) is een Russische zangeres.

## Biografie
Manizja werd in 1991 geboren in Doesjanbe, de hoofdstad van de toenmalige Tadzjiekse Socialistische Sovjetrepubliek, een deelstaat van de Sovjet-Unie. Haar vader was een arts, haar moeder een psycholoog en couturier. Haar ouders scheidden op jonge leeftijd, en haar vader verzette zich tegen een muzikale carrière voor zijn dochter, daar hij meende dat dit niet strookte met de islam. Later besloot ze haar geboortenaam Chamrajeva te veranderen in Sangin, naar haar grootmoeder die haar steunde in haar keuze voor muziek. In 1994 vluchtte ze met haar familie naar de Russische hoofdstad Moskou vanwege het uitbreken van de Tadzjiekse Burgeroorlog. Daar studeerde ze uiteindelijk ook af als psycholoog aan de Russische Staatsuniversiteit voor Humane Wetenschappen.
Manizja startte haar muzikale carrière reeds op jonge leeftijd. Het zou evenwel tot 2017 wachten zijn op haar debuutalbum. Begin 2021 nam ze deel aan de Russische preselectie voor het Eurovisiesongfestival. Met het nummer Russian woman wist ze met de zegepalm aan de haal te gaan, waardoor ze Rusland mocht vertegenwoordigen op het Eurovisiesongfestival 2021 in Rotterdam, Nederland. Ze haalde de finale en werd daarin negende.
In juli 2023 werd ze moeder van een dochtertje.
1994: Joeddiph · 
1995: Filipp Kirkorov · 
1997: Alla Poegatsjova · 
2000: Alsou · 
2001: Moemi Troll · 
2002: Premjer Ministr · 
2003: t.A.T.u. · 
2004: Joelia Savitsjeva · 
2005: Natalja Podolskaja · 
2006: Dima Bilan · 
2007: Serebro · 
2008: Dima Bilan · 
2009: Anastasija Prychodko · 
2010: Pjotr Nalitsj · 
2011: Aleksej Vorobjov · 
2012: Boeranovskije Baboesjki · 
2013: Dina Garipova · 
2014: The Tolmachevy Twins · 
2015: Polina Gagarina · 
2016: Sergej Lazarev · 
2018: Joelia Samojlova · 
2019: Sergej Lazarev · 
2021: Manizja